# VfR Lübeck
VfR Lübeck was een Duitse voetbalclub uit Lübeck, Sleeswijk-Holstein. De club bestond van 1922 tot 1932 toen ze zich aansloten bij SV Polizei Lübeck. De opvolger van deze club is het huidige VfB Lübeck.

## Geschiedenis
De club werd in 1922 opgericht na een fusie tussen FC Alemannia 1904 Lübeck en FC Germania 1913 Lübeck. Alemannia speelde in 1913/14 voor het eerst in de hoogste klasse van Lübeck, een onderdeel van de Noord-Duitse voetbalbond. Tijdens de Eerste Wereldoorlog werden de activiteiten gestaakt. In 1919 werd de club kampioen en plaatste zich zo voor de Noord-Duitse eindronde, waar ze met 5-0 van Kieler SV Holstein verloren.
Na een derde plaats in het eerste bestaansjaar werd VfR kampioen in 1923/24 en plaatste zich voor de eindronde, waar de club met 1-5 verslagen werd door Holstein Kiel. Lübecker BV Phönix nam hierna de rol weer over van dominante club in de stad. De club verzeilde in de middenmoot en moest zelfs tegen degradatie vechten. Door financiële problemen moest de club het stadion verkopen en in 1932 sloot de club zich bij SV Polizei aan.

## Overzicht per seizoen
| Seizoen | Liga                           | Niveau | Plaats | Punten | Doelsaldo | Opmerkingen                                 |
| ------- | ------------------------------ | ------ | ------ | ------ | --------- | ------------------------------------------- |
| 1922/23 | Ostkreisliga                   | 1      | 3de    | 17:11  | 34:28     |                                             |
| 1923/24 | Bezirksliga Lübeck/Mecklenburg | 1      | 1ste   | 19:09  | 34:23     | Kampioen en deelname Noord-Duitse eindronde |
| 1924/25 | Bezirksliga Lübeck/Mecklenburg | 1      | 3de    | 16:12  | 39:28     |                                             |
| 1925/26 | Bezirksliga Lübeck/Mecklenburg | 1      | 6de    | 15:21  | 40:46     |                                             |
| 1926/27 | Bezirksliga Lübeck/Mecklenburg | 1      | 4de    | 11:17  | 42:45     |                                             |
| 1927/28 | Bezirksliga Lübeck/Mecklenburg | 1      | 3de    | 10:10  | 24:23     | competitie werd in twee reeksen gespeeld    |
| 1928/29 |                                |        |        |        |           | Voetbal-revolutie                           |
| 1929/30 | Oberliga Lübeck/Mecklenburg    | 1      | 6de    | 11:17  | 27:53     | Degradatiewedstrijd tegen Wismar: 1:0 n.v.  |
| 1930/31 | Oberliga Lübeck/Mecklenburg    | 1      | 7de    | 12:16  | 17:35     |                                             |
| 1931/32 | Oberliga Lübeck/Mecklenburg    | 1      | 7de    | 08:18  | 17:47     | Aansluiting bij SV Polizei                  |

## Erelijst
Kampioen Lübeck/Mecklenburg
1924